# Anthela
Anthela är ett släkte av fjärilar. Anthela ingår i familjen Anthelidae.

## Bildgalleri

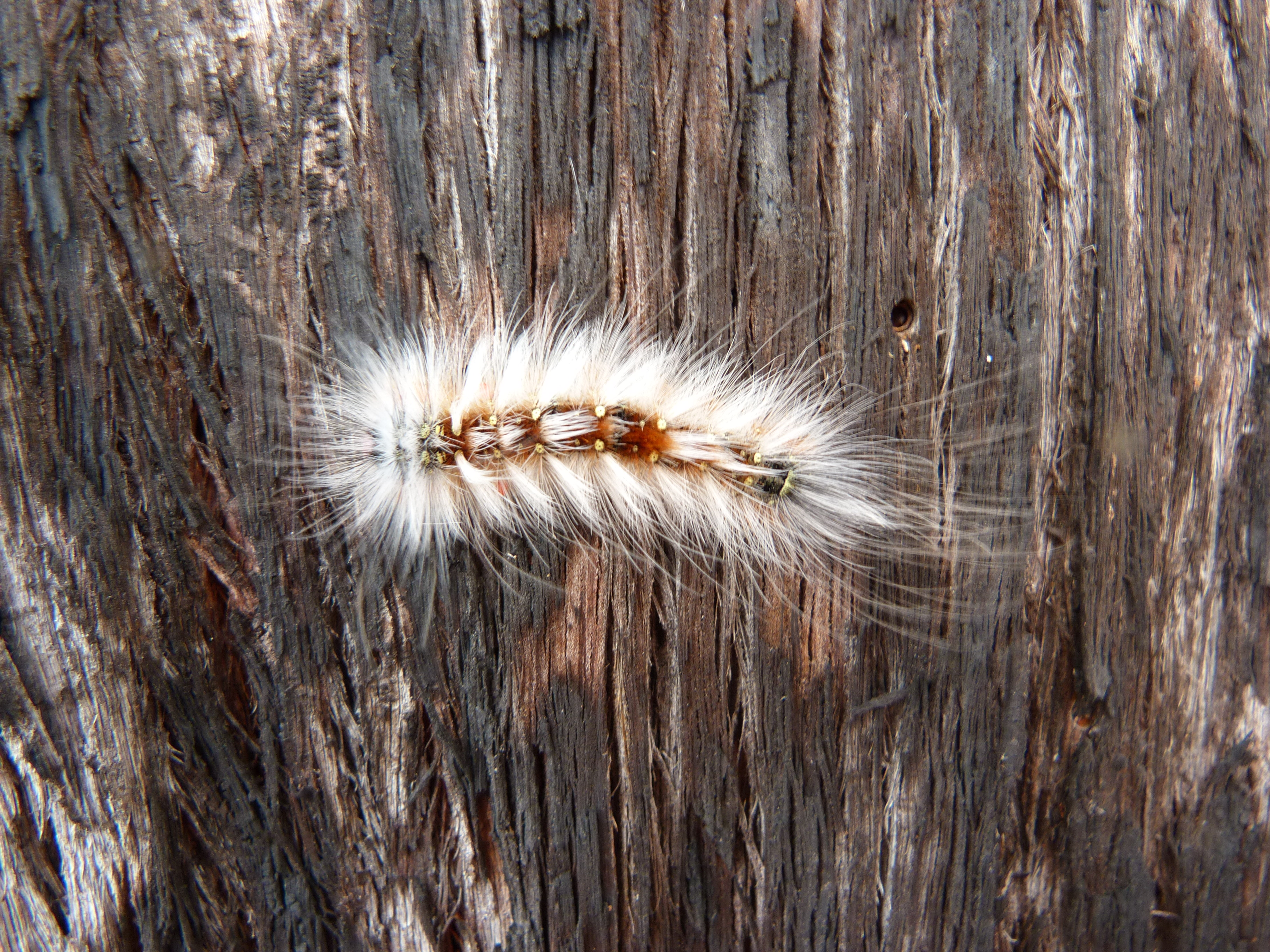
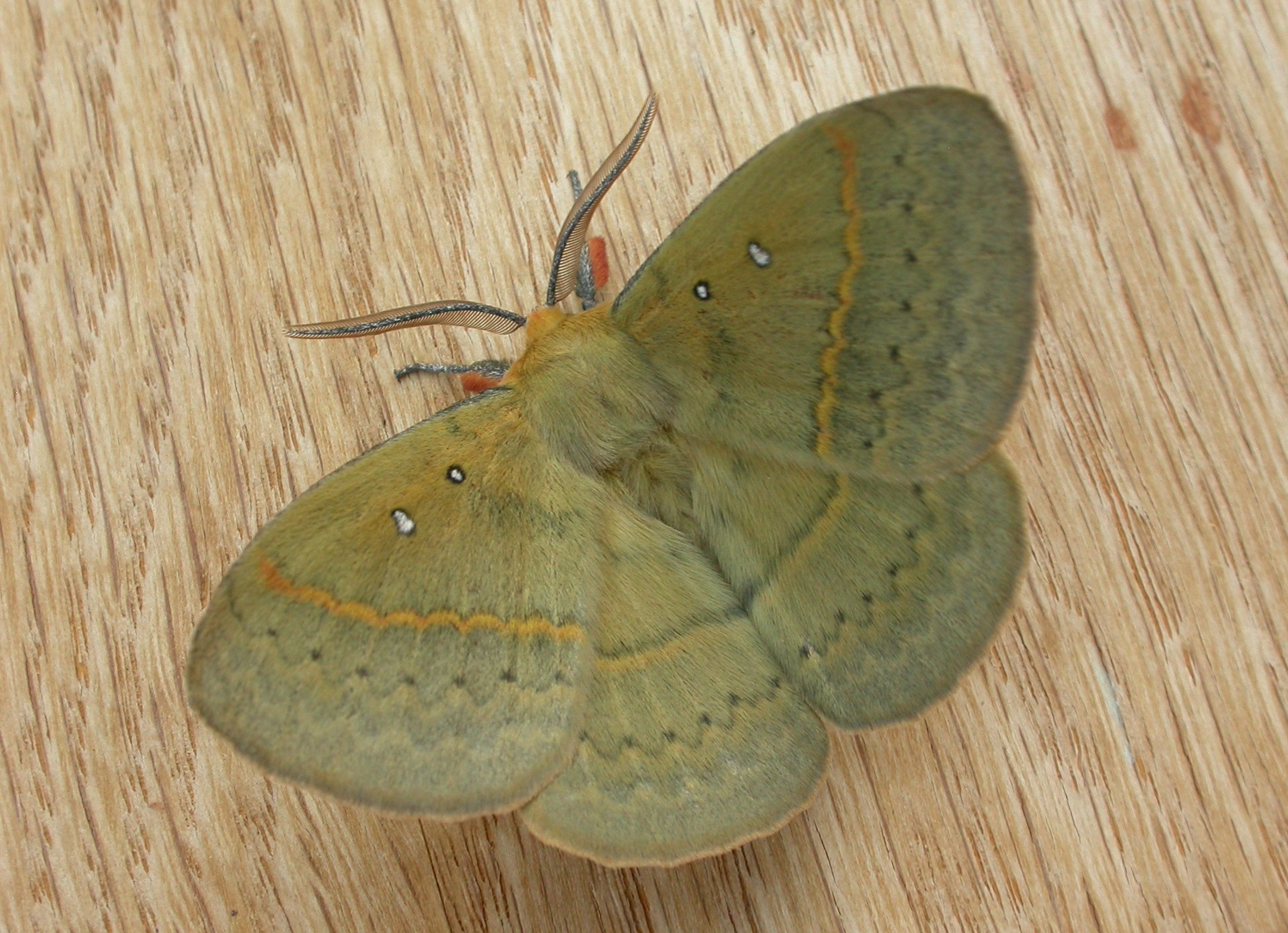
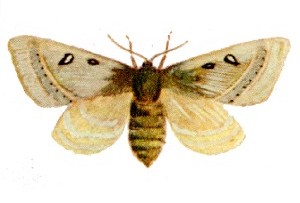
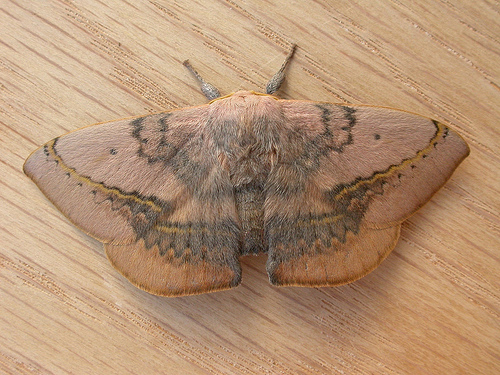

## Dottertaxa tillAnthela, i alfabetisk ordning[1]
- Anthela achromata
- Anthela acuta
- Anthela addita
- Anthela adriana
- Anthela adusta
- Anthela allocota
- Anthela angiana
- Anthela ariprepes
- Anthela asciscens
- Anthela aspilota
- Anthela astata
- Anthela asterias
- Anthela australasiae
- Anthela barnardi
- Anthela basigera
- Anthela binotata
- Anthela brunneilinea
- Anthela callicesta
- Anthela callileuca
- Anthela callispila
- Anthela callixantha
- Anthela canescens
- Anthela caniceps
- Anthela carneotincta
- Anthela censors
- Anthela centralistrigata
- Anthela cervinella
- Anthela charon
- Anthela chrysocrossa
- Anthela cinerascens
- Anthela clementi
- Anthela cnecias
- Anthela complens
- Anthela connexa
- Anthela consors
- Anthela conspersa
- Anthela consuta
- Anthela crenulata
- Anthela cupreotincta
- Anthela curanda
- Anthela dama
- Anthela decolor
- Anthela deficiens
- Anthela delineata
- Anthela denticulata
- Anthela diophthalma
- Anthela ekeikei
- Anthela elizabetha
- Anthela elizabethae
- Anthela epicrypha
- Anthela euryphrica
- Anthela excellens
- Anthela excisa
- Anthela exoleta
- Anthela expansa
- Anthela ferruginea
- Anthela ferruginosa
- Anthela fervens
- Anthela figlina
- Anthela flavala
- Anthela glauerti
- Anthela guenei
- Anthela guttifascia
- Anthela habroptila
- Anthela haemoptera
- Anthela hamata
- Anthela heliopa
- Anthela humata
- Anthela hyperythra
- Anthela inconstans
- Anthela inornata
- Anthela integra
- Anthela intermedia
- Anthela julia
- Anthela kebea
- Anthela latifera
- Anthela leucocera
- Anthela limonea
- Anthela linearis
- Anthela lineosa
- Anthela linopepla
- Anthela maculosa
- Anthela magnifica
- Anthela mediana
- Anthela minuta
- Anthela minutata
- Anthela moretonensis
- Anthela neurospasta
- Anthela nicothoe
- Anthela niphomacula
- Anthela obsoletipicta
- Anthela ocellata
- Anthela ochroneura
- Anthela ochroptera
- Anthela odenestaria
- Anthela odontogrammata
- Anthela oressarcha
- Anthela ostra
- Anthela parva
- Anthela phaeodesma
- Anthela phaeozona
- Anthela phoenicias
- Anthela pinguis
- Anthela plana
- Anthela postica
- Anthela potentaria
- Anthela prionodes
- Anthela protocentra
- Anthela psammochroa
- Anthela pudica
- Anthela pupillifera
- Anthela pyromacula
- Anthela pyrrhica
- Anthela pyrrhobaphes
- Anthela quadriplaga
- Anthela reducta
- Anthela reltoni
- Anthela repleta
- Anthela repletana
- Anthela roberi
- Anthela rosea
- Anthela rubeola
- Anthela rubescens
- Anthela rubicunda
- Anthela rubriscripta
- Anthela rufifascia
- Anthela scortea
- Anthela serranotata
- Anthela simplex
- Anthela stygiana
- Anthela subfalcata
- Anthela succinea
- Anthela sydneyensis
- Anthela symphona
- Anthela tasmaniensis
- Anthela tetraphrica
- Anthela tetrophthalma
- Anthela trisecta
- Anthela tritonea
- Anthela undulata
- Anthela uniformis
- Anthela unisigna
- Anthela uvaria
- Anthela walkeri
- Anthela varia
- Anthela vinosa
- Anthela virescens
- Anthela xantharcha
- Anthela xanthobapta
- Anthela xanthocera
- Anthela zonata